# Bitwa pod Żytomierzem (VI 1920)

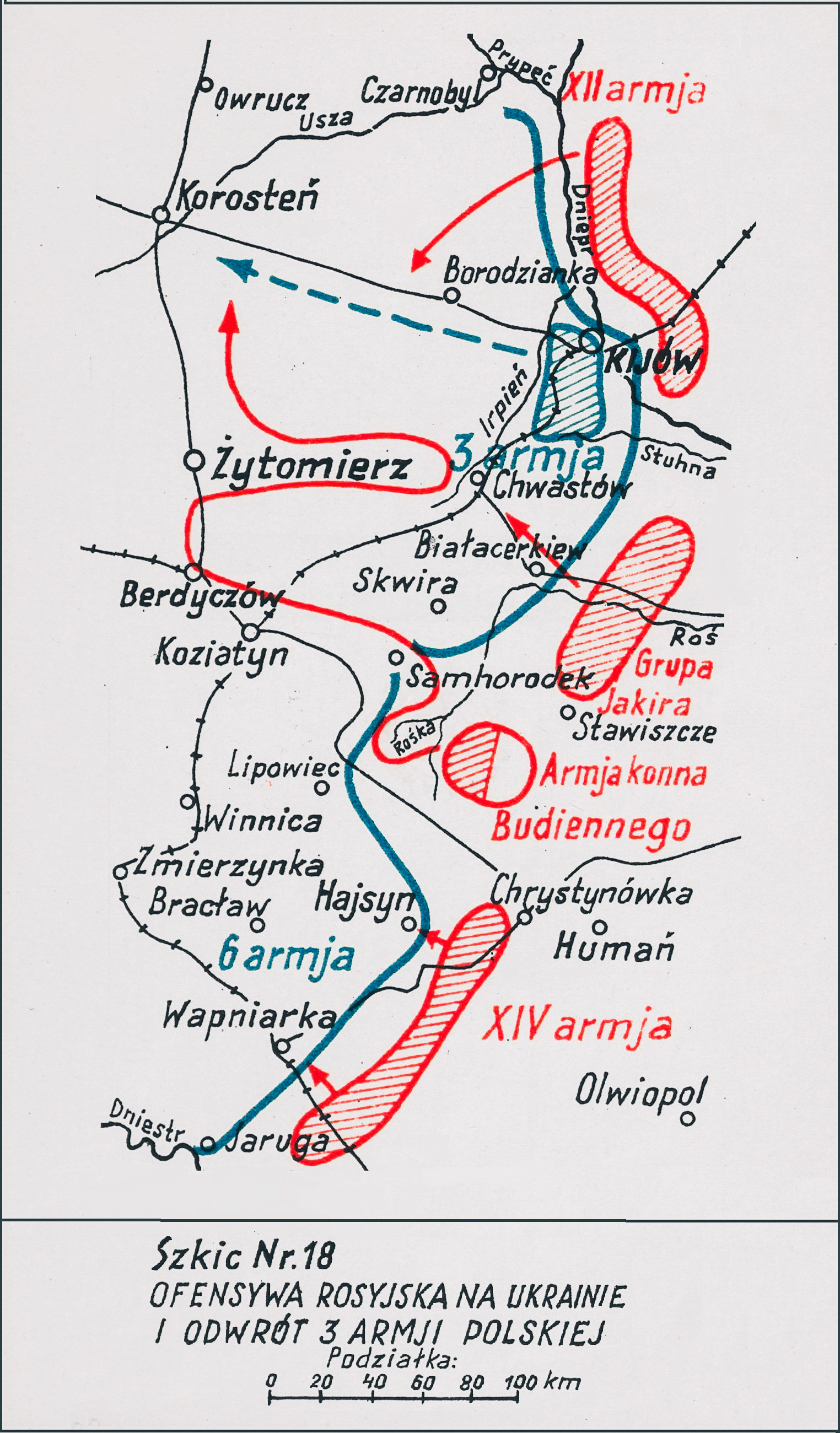
Adam Przybylski,
Wojna Polska 1918–1921

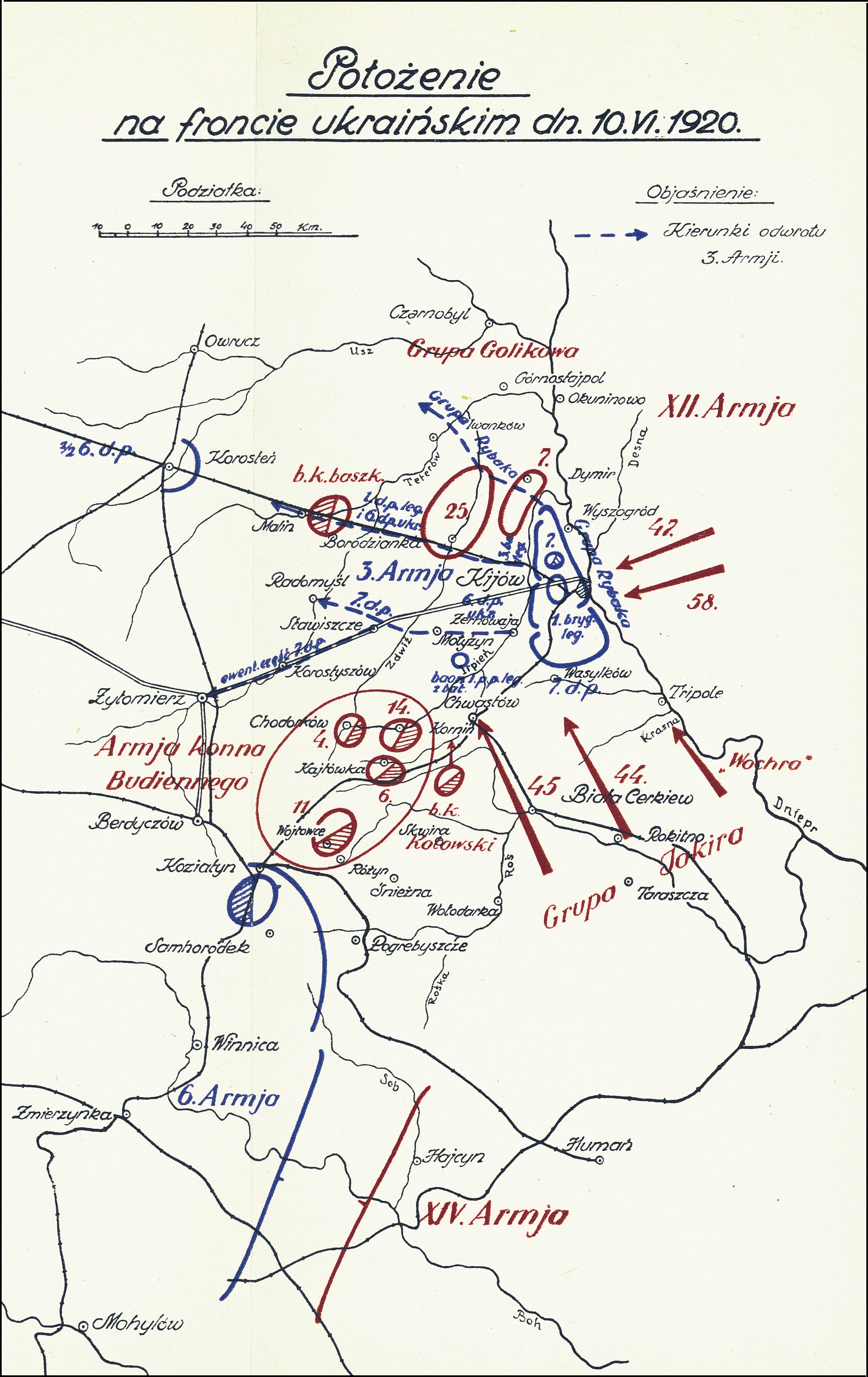
Gen. Tadeusz Kutrzeba
Wyprawa kijowska 1920 roku

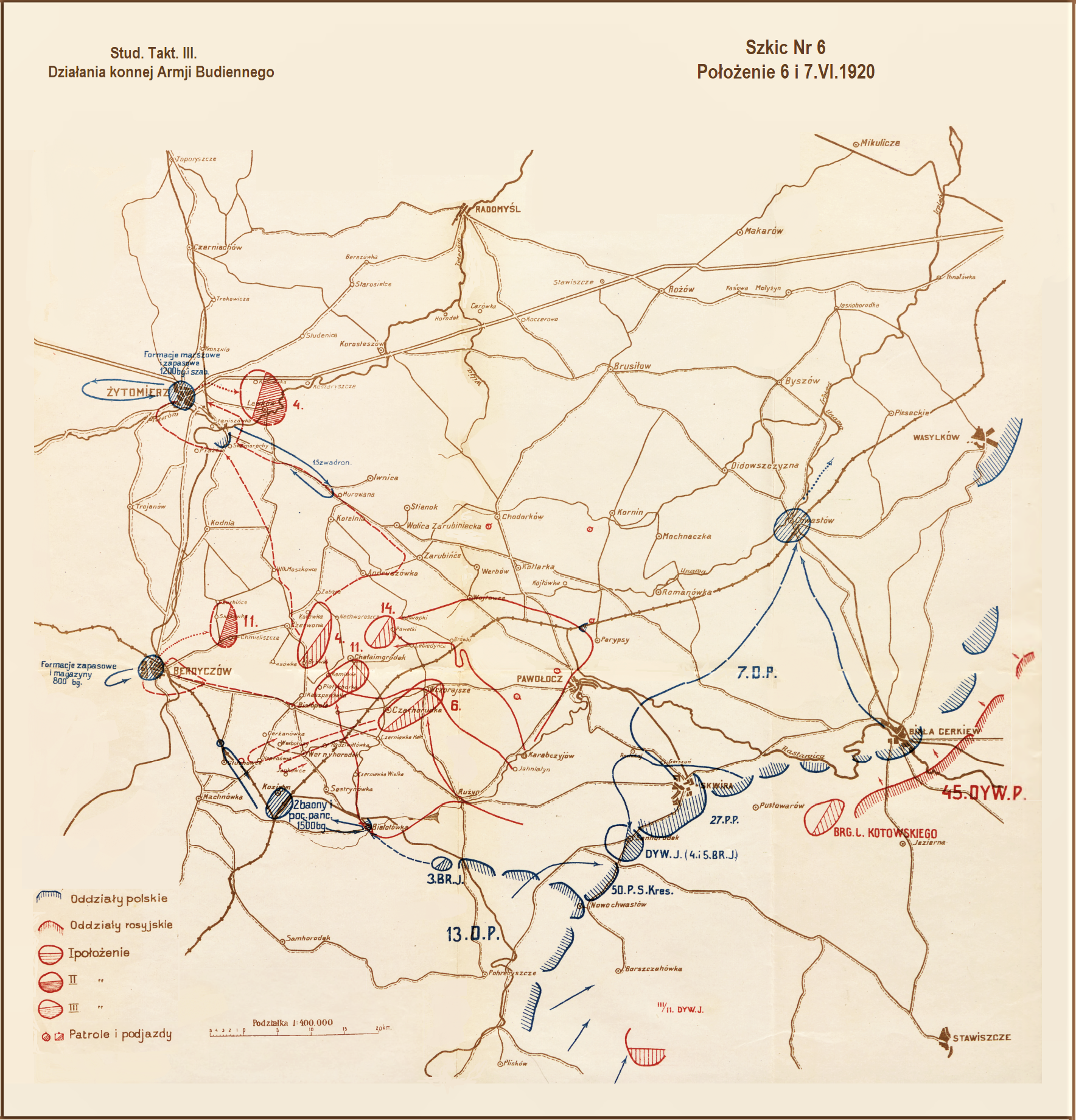
Mieczysław Biernacki,
Działania armji konnej Budiennego w kampanji polsko-rosyjskiej 1920 r.

Bitwa pod Żytomierzem – walki polskich oddziałów tyłowych z sowiecką 4 Dywizją Kawalerii ze składu  1 Armii Konnej Siemiona Budionnego toczone w okresie ofensywy Frontu Południowo-Zachodniego w czasie wojny polsko-bolszewickiej.

## Sytuacja ogólna
25 kwietnia rozpoczęła się polska ofensywa na Ukrainie. Przeprowadzona operacja zaczepna polskich armii zakończyła się spektakularnym sukcesem. Zajęcie 7 maja Kijowa i utworzenie przedmościa na wschodnim brzegu Dniepru zakończyło polską ofensywę.
Po zakończeniu walk większość uczestniczących w niej jednostek polskich zorganizowała obronę punktową, a front ustabilizował się na linii od Prypeci, wzdłuż Dniepru, przez Białą Cerkiew, Skwirę, Lipowiec, Bracław, Wapniarkę do Jarugi nad Dniestrem.
Armia Czerwona wykorzystała ten czas na reorganizację sił i przygotowanie ofensywy. W rejon działań przybyła 1 Armia Konna Siemiona Budionnego. 26 maja rozpoczęła się sowiecka ofensywa na Ukrainie. Budionny, po początkowych niepowodzeniach w walce z polską 13 Dywizją Piechoty, przegrupował siły i skoncentrował swoje oddziały naprzeciw styku polskich 3 Armii gen. Edwarda Śmigłego-Rydza i 6 Armii gen. Wacława Iwaszkiewicza. Rano 5 czerwca trzy dywizje sowieckiej 1 Armii Konnej przeszły do działań zaczepnych na odcinku grupy gen. Jana Sawickiego i przełamały polski front. Pod Samhorodkiem i w rejonie Ozierny powstała luka szerokości około dziesięciu kilometrów. W ciągu kilku godzin 11 Dywizja Kawalerii opanowała rejon Rużyna, 4 Dywizja Kawalerii Jahniatyna, a 14 DK Karabczyjowa.

## Walki pod Żytomierzem
W pierwszej dekadzie czerwca w Żytomierzu stacjonowały kompanie marszowe 26. i 27 pułku piechoty chroniące linię  kolejową Żytomierz – Korosteń – Berdyczów. W mieście znajdował się też szwadron Naczelnego Wodza oraz różne formacje tyłowe. Ludność utworzyła straż miejską, która strzegła porządku na ulicach.
W tym czasie, będąca w przestrzeni operacyjnej wojsk polskich, 1 Armia Konna Budionnego parła na zachód. Wykonując rozkaz dowódcy armii, sowiecka 4 Dywizja Kawalerii skierowała się na Żytomierz. Dowódca dywizji zdecydował jedną kolumną maszerować wprost na miasto, a drugą wykonać manewr obejścia. 6 czerwca obie kolumny podeszły pod miasto. Tu Sowieci uzbroili nieprzychylnie nastawioną do Polaków miejscową ludność i w ten sposób wzmocnili swoje szeregi. Pod Murowaną doszło do potyczki wysłanego na rozpoznanie szwadronu przybocznego Naczelnika Państwa z sowieckimi ubezpieczeniami. Po krótkiej walce polski szwadron wycofał się do Staniszówki. W południe Sowieci zaatakowali stację kolejową i zdobyli ją. Polacy rozpoczęli ewakuację miasta i wycofali się w stronę Zwiahla. Kawaleria Budionnego nie zajęła jednak miasta; wkrótce wycofała się spod Żytomierza i skoncentrowała się w rejonie Lewków – Kalinówka – Wachówka. Wtedy Polacy wrócili do miasta i ponownie zorganizowali jego obronę. Polska załoga liczyła wówczas około 250 żołnierzy.
12 czerwca pod Żytomierz podeszły główne siły 4 i 14 Dywizji Kawalerii. Polski opór był raczej symboliczny i około 15.00 ewakuowano miasto. Wieczorem zajęty już przez Sowietów Żytomierz atakowała z małej wysokości 7 eskadra myśliwska i eskadry V dywizjonu lotniczego. Brawurowe acz ryzykowne ataki powodowały popłoch wśród czerwonoarmistów.

## Bilans walk
Jednostki polskie nie zdołały utrzymać Żytomierza. 8 czerwca dowódca 1 Armii Konnej Siemion Budionny meldował:

4. dyw. j. o świcie dnia 7.VI. wyruszyła z rejonu Niechworoszcz w celu zajęcia Żytomierza, odrzuciła napotkane po drodze oddziały nieprzyjaciela i o godz. 18., dn. 7.VI., zajęła Żytomierz, zniszczyła załogę miasta, poprzerywała całą łączność techniczną, tory kolejowe, mosty, wysadziła składy artyleryjskie, oswobodziła za Żytomierzem 5000 żołnierzy czerwonej armji, uwolniła z więzień 2000 czerwono-armiejców i pracowników politycznych, zdobyła eszelon z końmi i 4 działa angielskie, oraz 2 wagony k. m. Całą noc płonęły składy i słychać było wybuchy.

Zbytnie zaangażowanie się Budionnego w obszarze Berdyczów – Żytomierz spowodowało, że nie uderzył on w odsłonięte skrzydło i tyły polskiej 3 Armii gen. Rydza-Śmigłego i nie zrealizował nakazanego mu rozkazu współdziałania z 45 Dywizją Strzelców i pobicia polskiej 7 Dywizji Piechoty. Umożliwiło to operującej pod Kijowem polskiej 3 Armii wyjście z rysującego się kotła okrążenia.